# Alan Hirsch

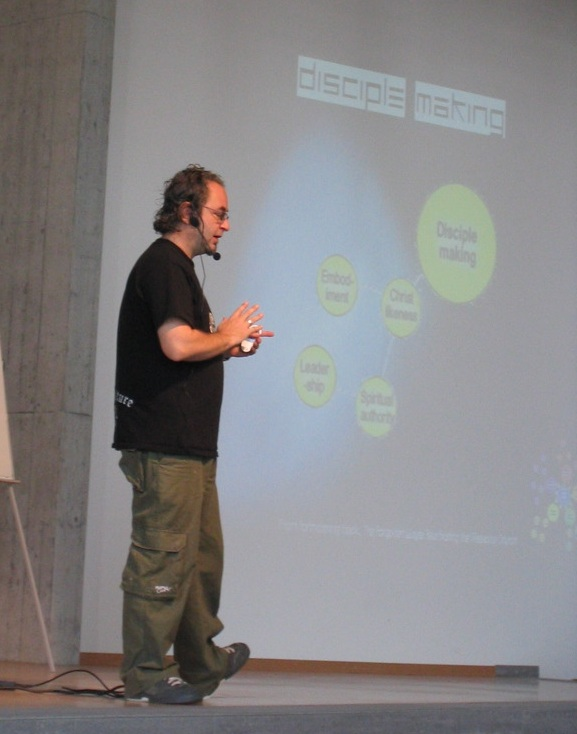
Alan Hirsch (2006)

Alan Hirsch (* 24. Oktober 1959 in Johannesburg, Südafrika) ist ein südafrikanischer Theologe, Autor, Gemeindegründer, Pastor und Missionswissenschaftler. Er wird zu den führenden Personen der weltweiten Bewegung der Emerging Church gezählt.

## Leben
Hirsch wuchs in einer jüdischen Familie in Johannesburg und Kapstadt auf. Er diente zwei Jahre bei der südafrikanischen Armee und studierte danach in Kapstadt Wirtschaft und Marketing. 1983 zog er mit seiner Familie nach Australien um, er lernte dort Christen kennen und konvertierte zum Christentum. Er besuchte das Australian College of Theology (ACT). Nach dem Abschluss 1989 folgten er und seine Frau Debra dem Ruf an die South Melbourne Church of Christ. Diese Kirche wurde von ihnen in South Melbourne Restoration Community umbenannt. Hirsch und seine Frau leiteten diese Gemeinschaft 15 Jahre bis ins Jahr 2004. 1994 wurde er zusätzlich Direktor der Abteilung „Mission, Bildung und Entwicklung“ der Churches of Christ in Australia (Victoria and Tasmania Conference). Danach begann er eine Gemeindegründungsarbeit unter den armen und benachteiligten Menschen von Melbourne. In seinem Buch The Forgotten Ways beschrieb er diesen Missions-, Inkarnations- und Gemeinschaftsprozess. Hirsch gründete auch die Trainingsschule Forge Mission Training Network zur Vertiefung und Anwendung dieser neuen Art von Missions- und Gemeindegründungsarbeit, die sich stark am Neuen Testament, insbesondere an der Apostelgeschichte, orientiert. Er ist Mitbegründer des Studiengangs missionaler Gemeindebau am Wheaton College bei Chicago. Er ist auch außerordentlicher Professor am Fuller Theological Seminary, George Fox Seminary und weiteren Universitäten in den USA, Europa und Australien. Er ist Herausgeber der Baker-Books-Serie Shapevine und der IVP-Linie Forge und Mitherausgeber von Leadership Journal.

## Kritik
Hirsch wird als Vertreter der Emerging Church-Bewegung vor allem von konservativen Evangelikalen negativ kritisiert.

## Werke

### In Englisch
- The Forgotten Ways: Reactivating the Missional Church. 2006
- mit Darryn Altclass: The Forgotten Ways Handbook: A Practical Guide for Developing Missional Churches. 2009
- mit Michael Frost: ReJesus: A Wild Messiah for a Missional Church. 2009
- mit Debra Hirsch: Untamed: Reactivating a Missional Form of Discipleship. 2010
- mit Lance Ford: Right Here Right Now: Everyday Mission for Everyday People. 2011
- mit Dave Ferguson: On the Verge: The Future of the Church as Apostolic Movement. 2011
- mit Michael Frost: The Faith of Leap: Embracing a Theology of Risk, Adventure & Courage. 2011
- mit Tim Catchim and Mike Breen: The Permanent Revolution: Apostolic Imagination and Practice for the 21st Century Church. 2012

### In deutscher Übersetzung
- Mit Michael Frost: Die Zukunft gestalten: Innovation und Evangelisation in der Kirche des 21. Jahrhunderts. C & P Verlagsgesellschaft 2008. ISBN 978-3-86770-077-1 (Originaltitel: The Shaping of the Things to Come: Innovation and Mission for the 21st-Century Church)
- Der wilde Messias: Mission und Kirche von Jesus neu gestaltet. edition novavox 1. Neufeld, Schwarzenfeld 2010. ISBN 978-3-937896-75-5. (Originaltitel: A Wild Messiah for a Missional Church)
- Vergessene Wege: Die Wiederentdeckung der missionalen Kraft der Kirche. Neufeld, Schwarzenfeld 2011. ISBN 978-3-86256-025-7 (Originaltitel: The Forgotten Ways: Reactivating the Missional Church)